# Ion Luca Caragiale
Ion Luca Caragiale [jon luka karadžiale] (30. ledna 1852 Haimanale, Valašsko – 9. června 1912 Berlín, Německo) byl rumunský dramatik, prozaik, publicista, básník a překladatel. Proslavil se především svými společenskokritickými komediemi. Je považován za zakladatele rumunského moderního dramatu. Jeho nejznámější hrou je Ztracený dopis.

## Biografie

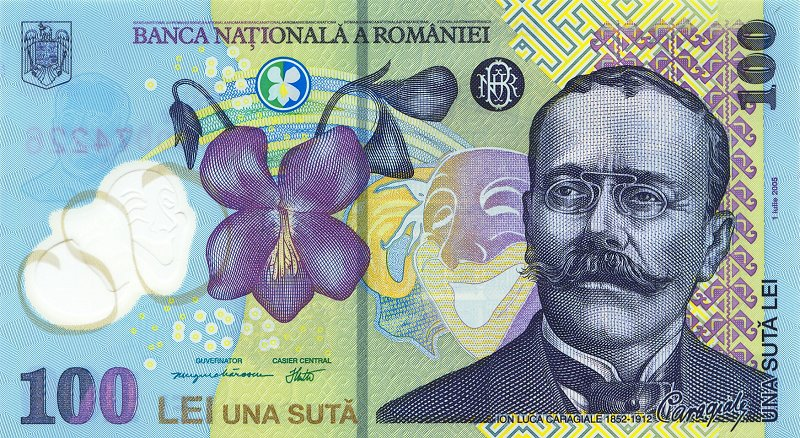
Ion Luca Caragiale na bankovce 100 leu

Caragiale pocházel z divadelnické rodiny, otec i oba strýcové byli herci. Po středoškolských studiích na soukromých ústavech v Ploješti navštěvoval v letech 1866 - 1870 třídu uměleckého přednesu a mimiky na bukurešťské konzervatoři, kde vyučoval jeho strýc, dramatik Costache Caragiale.

V roce 1870 nastoupil jako nápověda a opisovač do Národního divadla v Bukurešti a v téže době začal přispívat do politických a satirických časopisů liberálního zaměření. V letech 1877 - 1881 psal články a reportáže pro konzervativní deník Timpul, v jehož redakci působil Mihai Eminescu (Eminovici). Eminescu ho uvedl do literacké společnosti Junimea vedené Titem Maiorescem, v jejíž časopisu Covorbiri literare uveřejnil své hlavní divadelní hry. Ve svém životě vystřídal řadu zaměstnání: byl soudním zapisovatelem v župě Prahova, soukromým učitelem, v letech 1881 - 1882 působil jako školní inspektor v župách Sučava (Suceava) a Neamț, potom jako úředník Správy monopolů. Několikrát si otevřel pivnici. V sezoně 1888 – 1889 byl jmenován ústředním ředitelem rumunských divadel, osvědčil se jako organizátor divadelního života a režisér. Řadu let vydával humoristické časopisy, kupříkladu Claponul a Moftul român.

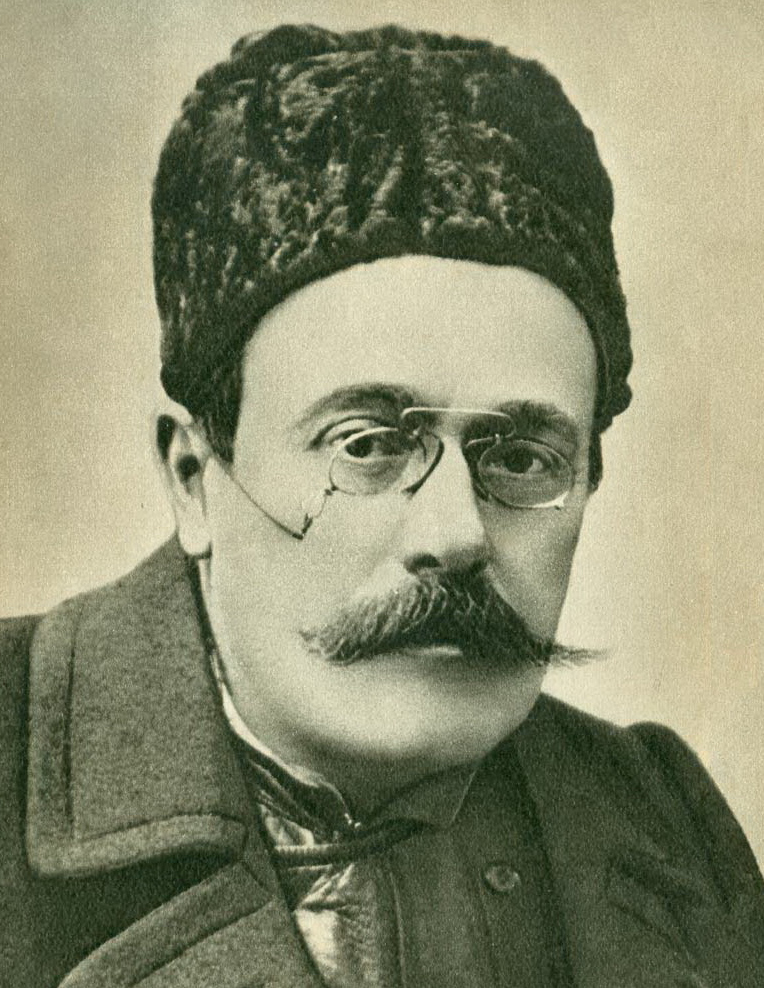
Ion Luca Caragiale

Neuznání ze strany rumunských vlivných kulturních kruhů a nepodložené nařčení z plagiátu ho přiměly k rozhodnutí přestěhovat se v roce 1905 do Berlína, odkud se však stále účastnil literárního a společenského života v Rumunsku, kupříkladu pronikavým politickým esejem Rok 1907 od jara do podzimu.

## Dílo

### Kritika rumunské společnosti
Caragialova komedie ze soudobého společenského života napadají konzervativní i liberální demagogii, nemorálnost stranického politikaření, arivismus, nevzdělanost maloměšťáku i vysmívají volební a parlamentární hře na demokracii; prostředky komična vyplývají z dějových zvratů a častých qui pro qou, z přesně odpozorovaných charakterů a z jazykový individualizace postav. 
V první hře Bouřlivá noc (1879) Caragiale uvádí scénu novou společenskou vrstvu zbohatlíků a staví do ostrého kontrastu její aspirace a skutečnou úroveň. 
V jednoaktovce Pan Leonida proti reakci (1880) zamířil satirické ostří na užvaněnost a zbabělost politických demagogů, planě horujících pro republiku a revoluční změny. Promluvy pana Leonidy jsou karikaturou sdělování a jeho jednání je protipólem patetických gest. 
Fraška Když se slaví karneval (1885), plná záměn a pronásledování, se odehrává na bukurešťském předměstí během karnevalu, na němž místní „lepší společnost“ chce dokázat, jak vznešeně se umí chovat a mluvit; autor parodoval nejen tyto přízemní maloměšťáky, ale také dobový žánr melodramatu. 
Série komedii vrcholí ostře satirickou hrou Ztracený dopis (1884), jejž místo a čas jsou určeny (začátek 80. let 19. století v rumunském, možná valašském, provinčním městě), ale celkový smysl hry toto vymezení daleko přesahuje. Zápletka se týká předvolebního střetnutí mezi místními konzervativci a liberály a dostává se do pohybu díky motivu několikrát ztraceného a opět nalezeného kompromitujícího milostného psaníčka. Komično je založeno na neočekávaných situačních zvratech, na vystižení dominantních slabostí a neřestí postav, na jejich barvité jazykové charakteristice. Řeč postav občas ztrácí smysl v záplavě bezobsažných proklamací a frází, jazyk jako by přestával sloužit ke komunikaci. Ještě naléhavější pocit absurdity však vyplývá z rozuzlení: kandidaturu na místo poslance nezískává ani jeden z místních rivalů, nýbrž obskurní „člověk z ústředí“, který všechny překonává hloupostí i nemorálností.

### Bibliografie

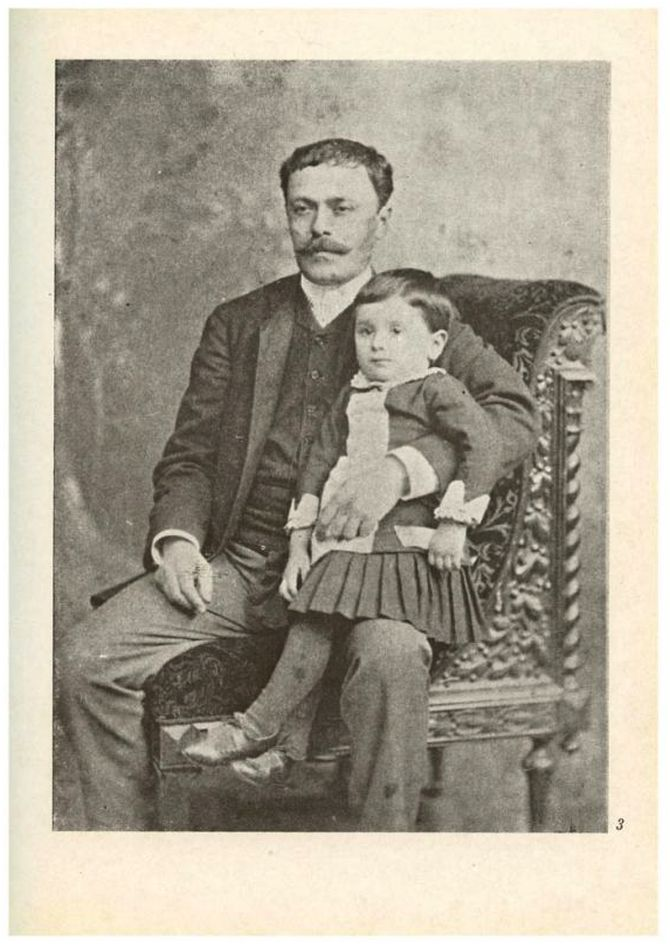
Ion Luca Caragiale se svým synem Meteiem

#### V češtině
- Hřích a jiné novely [Hřích. Velikonoční svíce. Šťastný člověk] – přeložil F. K. Hlaváček. Praha: František Šimáček, 1895[1]
- Velikonoční svíce – in: 1000 nejkrásnějších novel... č. 23, úvod František Sekanina, přeložil Antonín Křečan, s. 37–54. Praha: J. R. Vilímek, 1912
- Muž ze tmy – 1929
- Ztracený dopis; veselohra o čtyřech dějstvích – přeložili Jiří Staca a Otakar Hink, předmluva Čeněk Šofferle. Praha: Česká grafická unie, 1931
- Ztracený dopis: komedie ve 4 dějstvích – přel. Otakar Jirouš; doslov Marie Kavková. Praha: Orbis, 1953
- Ztracený dopis: výbor z próz – Praha: SNKLHU, 1953
- Bouřlivá noc: veselohra o dvou dějstvích – přeložili Ivo Valenta a Václav Vlasák. Praha: Dilia, 1956
- Bibíček: veselohra o 3 dějstvích – přel. Rudolf Vávra. Praha: Dilia, 1960
- Když se slaví karneval: komedie o třech dějstvích – přeložily Marie Kavková a Jitka Lukešová. Praha: Dilia, 1975
- Pan Leonida proti reakci – přeložily Marie Kavková a Jitka Lukešová, scénická úprava Zuzana Kočová, Praha: Maringotka, 1970
- Pět her [Ztracený dopis. Bouřlivá noc. Když se slaví karneval. Pan Leonida proti reakci. Křivda] – přeložila Jitka Lukešová. Praha: Malvem, 2023